# Kap Anne
Kap Anne ist ein Kap, das den südöstlichen Ausläufer der Coulman-Insel vor der Borchgrevink-Küste des ostantarktischen Viktorialands markiert.
Der britische Polarforscher James Clark Ross entdeckte das Kap im Januar 1841 während seiner Antarktisexpedition (1839–1843). Er benannte es nach seiner Frau Anne Coulman (1817–1857).